# Beweging (natuurkunde)
Beweging van een object is een verandering van plaats of oriëntatie in de tijd van dat object of delen daarvan.
De instantane beweging van een star lichaam kan worden beschreven als een combinatie van een translatie en een rotatie. 
Zowel bij translatie als bij rotatie komen, als bijzondere gevallen, de eenparige beweging en de eenparig versnelde beweging voor.
In de klassieke mechanica geldt voor een object dat in het ene inertiaalstelsel stilstaat, dat het in ieder ander inertiaalstelsel eenparig rechtlijnig beweegt.

## Snelheid
Een object dat een beweging doormaakt ten opzichte van een coördinatenstelsel, heeft een bepaalde snelheid. Zolang deze snelheid veel kleiner is dan de lichtsnelheid kan men het systeem prima beschrijven met de klassieke mechanica van Isaac Newton, en voldoet het aan de wetten van Newton. Wanneer de snelheid in de buurt van de lichtsnelheid komt, kan men het systeem beter beschrijven met de speciale relativiteitstheorie, zoals deze in 1905 door Albert Einstein is gepostuleerd.
De snelheid van een object kan worden aangegeven met een vector. Deze vector geeft aan in welke mate, en in welke richting, er sprake is van plaatsverandering, op een bepaald moment.

## Bewegingsenergie
De bewegingsenergie is
{\displaystyle E=K+T={\tfrac {1}{2}}\,m\,v^{2}(t)+{\tfrac {1}{2}}\,I\,\omega ^{2}(t)}
Hierin is {\displaystyle E} de energie van het systeem, {\displaystyle K} de kinetische energie als gevolg van de translatie, {\displaystyle T} de kinetische energie als gevolg van de rotatie, {\displaystyle m} de massa van het object, {\displaystyle v} de snelheid van het massamiddelpunt, {\displaystyle I} het traagheidsmoment van het object en {\displaystyle \omega } de hoeksnelheid.

### Belangrijke personen
- Isaac Newton, zie ook Wetten van Newton en Zwaartekracht
- Johannes Kepler, zie ook Wetten van Kepler
- Galileo Galilei
- Nicolaus Copernicus
- Henri Poincaré
- Jakob Steiner, zie ook Stelling van Steiner
- Albert Einstein

### Relevante onderwerpen
- Translatie
- Rotatie
- Eenparige beweging
- Eenparig versnelde beweging
- Hemelmechanica